# Macintosh Plus

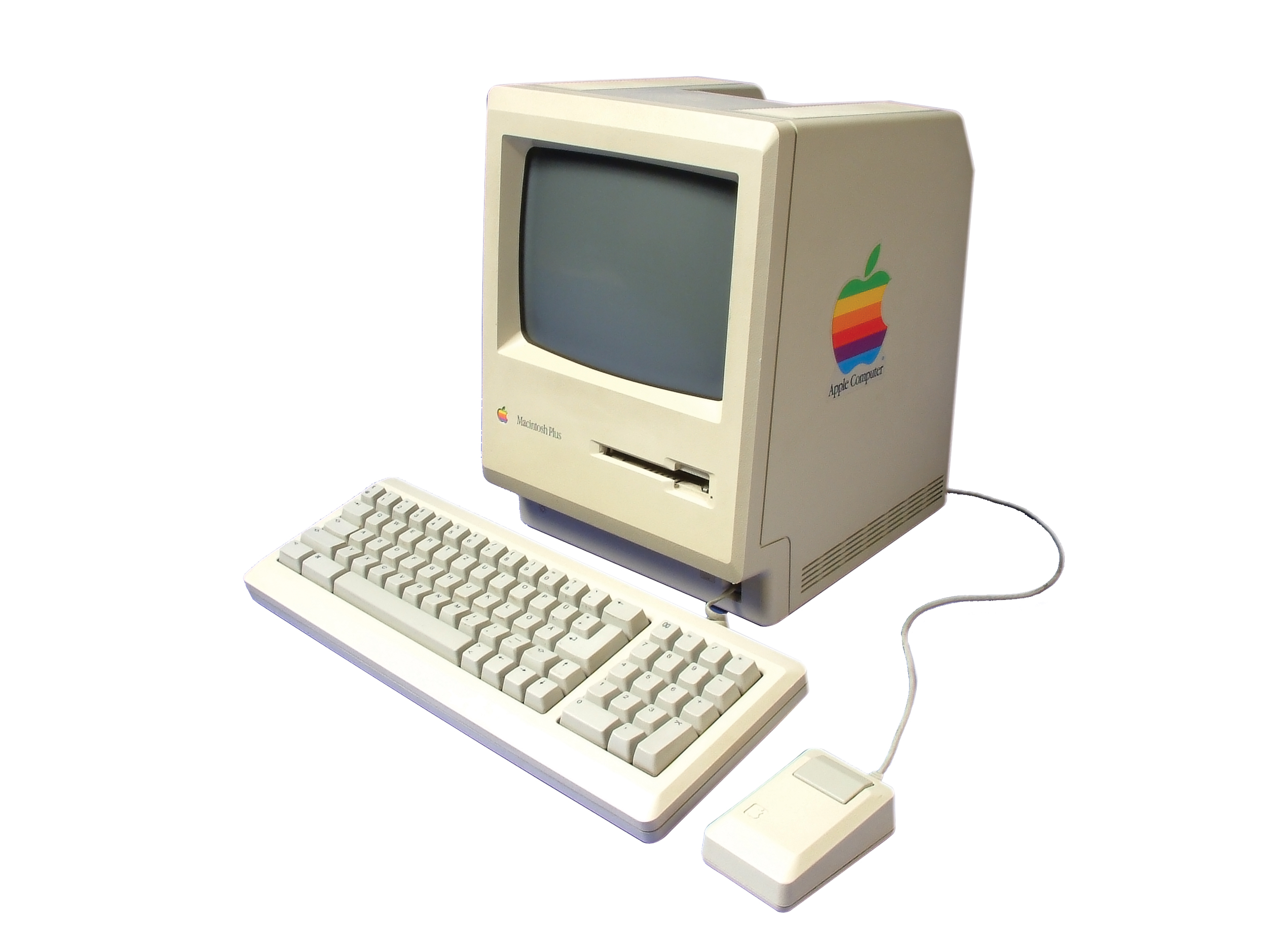
Apple Macintosh Plus

Der Macintosh Plus war ein Rechnermodell der Firma Apple Computer. Er wurde im Jahre 1986 eingeführt und war bis 1990 im Programm.

## Ausstattung
Der Macintosh Plus hatte als Prozessor einen Motorola 68000 mit 8 MHz Taktfrequenz und basierte auf dem Gehäuse der Macintosh-128K- und Macintosh-512K-Reihe mit eingebautem 9-Zoll-Bildschirm (512×342 Pixel, monochrom). Das Gehäuse war anfangs beigefarben, später platingrau.
Gegenüber den Vorgängermodellen wurde der Arbeitsspeicher auf 1 MB vergrößert und konnte durch simples Aufstecken von Speichermodulen auf 4 MB erweitert werden. Hinzu kommen ein größeres ROM (128 KB statt 64 KB) und eine SCSI-Schnittstelle, an die insbesondere externe Fest- und Wechselplatten, aber auch SCSI-Ethernetadapter angeschlossen werden konnten.
Auf der hinteren Innenseite des Gehäuses trugen die frühen Macintosh Plus die Signaturen der Entwickler. Dazu durfte jeder maßgeblich an der Entwicklung beteiligte Mitarbeiter eine Unterschrift auf einem Papier leisten, welche dann mittels Filmmatrize in die bereits vorhandene Gussform geätzt wurde. So entstand auf der Gehäuseinnenseite ein Reliefeffekt mit erhabenen Unterschriften. Diese erste Master-Gussform lebte jedoch nicht lange, und es wurden nur die ersten 70.000 Apples so gegossen. Danach kam eine zweite Form, bei der man den Aufwand einer teuren nachträglichen Ätzung nicht mehr betrieb.
Der Macintosh Plus besaß keine Lüfter; er machte sich vielmehr den Kamineffekt zunutze. Die Lüftungsschlitze am Boden und auf der Gehäuseoberseite des Mac Plus durften daher nie abgedeckt werden, da sonst der Mac innerhalb kürzester Zeit überhitzte und Teile der Hardware sogar durchschmorten. Dies galt insbesondere für den Macintosh Plus, den Macintosh 512k(e) und den Macintosh 128k, die alle ohne Lüfter ausgeliefert wurden.
Obwohl der Macintosh einen passenden Anschluss für ein 5,25-Zoll-Laufwerk bot, durfte man diese Laufwerke nicht anschließen, da man möglicherweise den Controller des Mac beschädigen konnte. Es sollten daher nur die üblichen 3,5-Zoll-Laufwerke für 800 KB oder Apples SuperDrives (HD-Laufwerke mit 1440 KB) angeschlossen werden.
Nachfolger des Macintosh Plus war der Macintosh SE, der mit einem Erweiterungssteckplatz und ADB ausgestattet wurde.

## Emulator
Mit Mini vMac ist es möglich folgende Macs zu emulieren:
- 128K
- 512K(e)
- Plus
- SE

Ein ROM-Abbild eines dieser Macs wird für den Betrieb benötigt; es kann mittels Zusatzprogramm leicht von diesen ausgelesen werden. Mini vMac läuft unter Mac OS (X), Linux (x86), Solaris (SPARC und x86), Windows und anderen Betriebssystemen und erlaubt die Nutzung von System 0.8 bis 7.5.5.